# Amor por accidente
Amor por accidente es una telenovela chilena de drama romántico creada por Marcelo Leonart y María José Galleguillos. Se estrenó por Televisión Nacional de Chile el 3 de septiembre de 2007, y concluyó el 28 de diciembre de 2007.
Protagonizada por Francisco Melo, Ángela Contreras, Francisco Pérez Bannen, Luz Valdivieso, Cristián Arriagada y Fernanda Urrejola.

## Sinopsis
Martín Amenábar (Francisco Melo), tras años de vivir en soledad, se ve obligado a enfrentarse a su pasado cuando la muerte de su primer amor lo obliga a reencontrarse con su hijo Álex (Cristián Arriagada), a quien abandonó por seguir a su gran amor, Isabella (Ángela Contreras). Mientras tanto, Gustavo Arancibia (Francisco Pérez Bannen), esposo de Isabella, decide abandonar su matrimonio para huir con su amante Adriana Cicarelli (Luz Valdivieso), dejando a Isabela devastada. Las vidas de estos personajes se entrelazan entre traiciones, reencuentros y deseos no cumplidos.

## Reparto
- Francisco Melo como Martín Amenábar
- Ángela Contreras como Isabella Darín[3]
- Francisco Pérez Bannen como Gustavo Arancibia
- Luz Valdivieso como Adriana Cicarelli
- Cristián Arriagada como Álex Amenábar
- Fernanda Urrejola como Romina Urrutia
- Coca Guazzini como Rebeca Malbrán
- Mauricio Pešutić como Dussan Marinovic
- Edgardo Bruna como Ernesto Urrutia
- Mariana Derderian como Britney Urrutia
- Cristián Riquelme como Jean Pierre Cárcamo
- Paola Volpato como Blanca Del Bosque
- Claudio Arredondo como Manuel Pacheco
- Antonia Zegers como Estela Del Bosque
- Jaime Vadell como Daniel López
- Ana Reeves como Luciana Hinojosa
- Katyna Huberman como Rita Lihn
- Mónica Godoy como Celeste Sanhueza
- Juan José Gurruchaga como Polo Rivera

## Producción
Debido a la baja audiencia, María Eugenia Rencoret, durante el transcurso de la telenovela, decidió deshacerse del personaje central interpretado por Ángela Contreras, con el fin de captar la atención de la audiencia a través de un cambio de enfoque en los spots promocionales. La orden ejecutada por la productora Vania Portilla, causó molestia en la actriz, quien, decepcionada, optó por abandonar la televisión de manera definitiva. Según el guionista Hugo Morales, la situación también generó descontento entre los guionistas, quienes no comprendieron la decisión de Rencoret y Portilla. Mientras que, la coautora María José Galleguillos, sostuvo: ''No queríamos matar a la protagonista (Ángela Contreras). Ella quedó muy desconcertada porque se enteró en el set, mientras estaba en rodaje.''

## Recepción
La telenovela marcó bajos índices de audiencia, siendo derrotada por Lola, la telenovela de Canal 13 en el mismo horario. La revista Wikén de El Mercurio, eligió a Amor por accidente como lo peor de la televisión del 2007. 